# Valquiria de Hårby

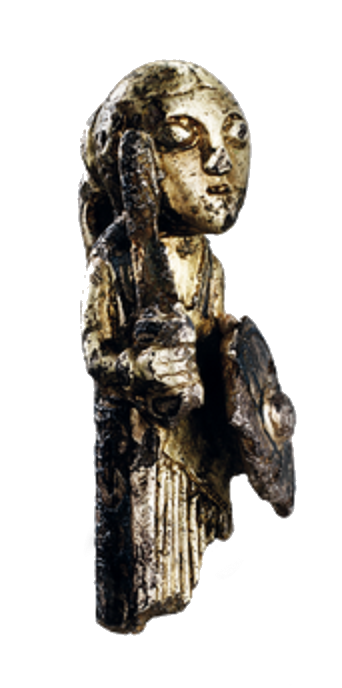
La figurita de Hårby, tal vez una valquiria.

La Valquiria de Hårby es una figurita de plata fechada hacia el año 800, en la época vikinga, descubierta cerca del pueblo de Hårby, en la isla danesa de Fionia en el año 2012 por un arqueólogo aficionado. Se considera una rara representación visual de una mujer portando escudo y espada. La mayoría de investigadores coinciden que se trata de la imagen de una valquiria, dísir o fylgja protectora, aunque no se descarta que represente a una mujer guerrera real. A la vista de su presencia y citas en muchos textos medievales, es posible que sea testimonio de la existencia de mujeres en las expediciones vikingas. Se conserva en el Museo Nacional de Dinamarca.

## Características
La figurita, de 3,4 cm de alto, está hecha de una aleación de plata dorada. Muestra a una mujer de cabello largo y atado en cola de caballo a la espalda, vestido largo estampado, con un escudo redondo en su brazo izquierdo y una espada en su mano derecha. Está dañada en su parte inferior. Los textos antiguos representaban a las valquirias ostentando escudo y lanzas, pero nunca espadas, lo que se considera un hallazgo excepcional sobre los atributos de las mujeres guerreras.
Se han realizado numerosos hallazgos en Harby que van desde finales de la Edad del Hierro a la época vikinga, incluyendo barras de oro, monedas de plata y adornos de bronce. Las excavaciones revelaron numerosas casas semisubterráneas que sirvieron como talleres y forjas, en las cuales también se encontraron muchos adornos antiguos que se iban a fundir para ser reutilizados en nuevas obras. Se cree que la valquiria se hizo en uno de estos talleres.